# Joseph-Louis-Thomas Girod
Pour les articles homonymes, voir Louis Girod.
Joseph-Louis-Thomas Girod (italianisé en Tommaso Giuseppe Luigi Girod), né le 14 juillet 1799 à Rumilly et mort le 18 juin 1866 à Bourdeau, est un magistrat et un homme politique savoyard du royaume de Sardaigne, puis français.

## Biographie
Joseph-Louis-Thomas Girod naît le 14 juillet 1799 à Rumilly,,, dans le département français du Mont-Blanc. Le duché de Savoie a été annexé par la France en 1792.
Il effectue ses études dans sa ville natale, au collège de Rumilly, avant de partir poursuivre des études de droit à Turin.
Entré dans la magistrature en 1822,, Louis Girod fait carrière pendant 18 ans au-delà des monts, avant de revenir sur les terres savoyardes. Parmi ses différentes fonctions en Piémont, il sera substitut de l'avocat fiscal à Turin, puis sénateur de la ville de Gênes (1838),,. En 1840, il revient dans le duché de Savoie pour intégrer le Sénat de Savoie, en 1840,, puis avocat fiscal à la cour d'appel de Savoie, par décret du 5 mai 1851 et ce jusqu'en 1858.
La Constitution de 1848 ouvre de nouvelles perspectives politiques. Les électeurs du collège de Rumilly portent leur choix sur lui, alors qu'il est conseiller d'appel, au mois de mai, pour les représenter la Savoie, au parlement du royaume de Sardaigne, à Turin, lors de la Ire législatures, qui débute le 27 avril 1848,. Il démissionne cependant le 18 octobre. C'est l'avocat Joseph Ginet qui lui succèdera.
Au cours de l'année 1858, il est nommé conseiller à la Cour de cassation, ainsi que sénateur du royaume de Sardaigne,,. En 1859, il refuse de devenir ministre de la Justice. Il rentre à Chambéry où il est nommé premier président de la cour d'appel de Chambéry,,. Au lendemain de l'annexion de la Savoie à la France, il est maintenu à ce poste jusqu'à sa mort.

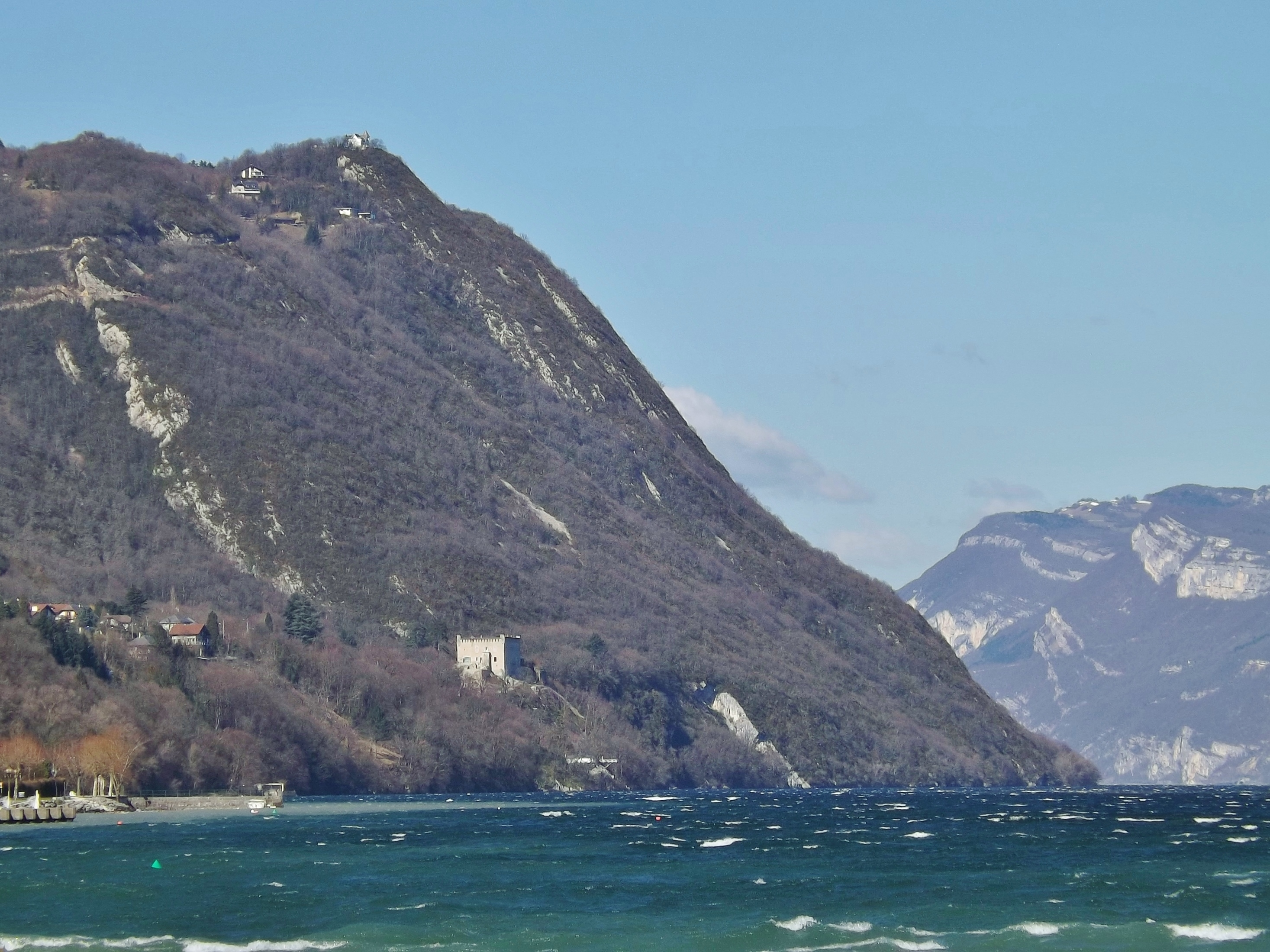
Le château de Bourdeau, à flanc de montagne et le lac du Bourget.

Il est l'héritier des biens de la famille de Conzié, notamment à Bloye, acquis par un parent. Le 2 octobre 1850, il achète aux héritiers de Madame Métral le château de Bourdeau, dans lequel il entreprend des aménagements.
Louis Girod meurt le 18 juin 1866 dans son château de Bourdeau,, dans le département de la Savoie (le site italien confond avec la ville de Bordeaux).

## Décorations
Joseph-Louis-Thomas Girod a été fait, :
- Commandeur de l'ordre des Saints-Maurice-et-Lazare (16 janvier 1853)
- Commandeur de la Légion d'honneur